# Nisída Skorpiós
Nisída Skorpiós är en ö i Grekland. Den ligger i prefekturen Lefkas och regionen Joniska öarna, i den centrala delen av landet, 270 km väster om huvudstaden Aten. Arean är 0,95 kvadratkilometer.
Terrängen på Nisída Skorpiós är platt. Öns högsta punkt är 77 meter över havet. Den sträcker sig 1,2 kilometer i nord-sydlig riktning, och 1,5 kilometer i öst-västlig riktning.